# Вьолва
Вьолва или Велва (на старонорвежки: Völva, Vala, също Spákona) е пророчица в скандинавската митология. Понякога тя е обобщително име с което наричат вещиците или магьосниците в Скандинавия.
„Пророчествата на Вьолва“ е една от епичните песни в „Поетичната Еда“ и в много отношения прилича и напомня на Откровението на Йоан в Библията. В нея се разказва за началото на света, златния му век и неговата гибел, след което следва ново сътворение и тържество на мира и справедливостта.